# Ervin Kovács (nadador)
Ervin Kovács es un deportista húngaro que compitió en natación adaptada. Ganó seis medallas en los Juegos Paralímpicos de Verano en los años 2000 y 2004.

## Palmarés internacional
| Juegos Paralímpicos | Juegos Paralímpicos | Juegos Paralímpicos | Juegos Paralímpicos |
| Año                 | Lugar               | Medalla             | Prueba              |
| ------------------- | ------------------- | ------------------- | ------------------- |
| 2000                | Sídney (Australia)  | Medalla de bronce   | 50 m libre S5       |
| 2000                | Sídney (Australia)  | Medalla de bronce   | 50 m mariposa S5    |
| 2000                | Sídney (Australia)  | Medalla de bronce   | 100 m braza SB4     |
| 2004                | Atenas (Grecia)     | Medalla de plata    | 50 m espalda S5     |
| 2004                | Atenas (Grecia)     | Medalla de plata    | 50 m mariposa S5    |
| 2004                | Atenas (Grecia)     | Medalla de plata    | 200 m estilos SM5   |